# James Gordon Meek
 (avril 2023).
La mise en forme du texte ne suit pas les recommandations de Wikipédia : il faut le « wikifier ».
Les points d'amélioration suivants sont les cas les plus fréquents. Le détail des points à revoir est peut-être précisé sur la page de discussion.
- Les titres sont pré-formatés par le logiciel. Ils ne sont ni en capitales, ni en gras.
- Le texte ne doit pas être écrit en capitales (les noms de famille non plus), ni en gras, ni en italique, ni en « petit »…
- Le gras n'est utilisé que pour surligner le titre de l'article dans l'introduction, une seule fois.
- L'italique est rarement utilisé : mots en langue étrangère, titres d'œuvres, noms de bateaux, etc.
- Les citations ne sont pas en italique mais en corps de texte normal. Elles sont entourées par des guillemets français : « et ».
- Les listes à puces sont à éviter, des paragraphes rédigés étant largement préférés. Les tableaux sont à réserver à la présentation de données structurées (résultats, etc.).
- Les appels de note de bas de page (petits chiffres en exposant, introduits par l'outil «  Source ») sont à placer entre la fin de phrase et le point final[comme ça].
- Les liens internes (vers d'autres articles de Wikipédia) sont à choisir avec parcimonie. Créez des liens vers des articles approfondissant le sujet. Les termes génériques sans rapport avec le sujet sont à éviter, ainsi que les répétitions de liens vers un même terme.
- Les liens externes sont à placer uniquement dans une section « Liens externes », à la fin de l'article. Ces liens sont à choisir avec parcimonie suivant les règles définies. Si un lien sert de source à l'article, son insertion dans le texte est à faire par les notes de bas de page.
- La présentation des références doit suivre les conventions bibliographiques. Il est recommandé d'utiliser les modèles {{Ouvrage}}, {{Chapitre}}, {{Article}}, {{Lien web}} et/ou {{Bibliographie}}. Le mode d'édition visuel peut mettre en forme automatiquement les références.
- Insérer une infobox (cadre d'informations à droite) n'est pas obligatoire pour parachever la mise en page.

Pour une aide détaillée, merci de consulter Aide:Wikification.
Si vous pensez que ces points ont été résolus, vous pouvez retirer ce bandeau et améliorer la mise en forme d'un autre article.
 (avril 2023).
Le contenu est difficilement compréhensible vu les erreurs de traduction, qui sont peut-être dues à l'utilisation d'un logiciel de traduction automatique.
James Gordon Meek est un producteur d'ABC News et conseiller principal en matière de lutte contre le terrorisme auprès de la commission de la sécurité intérieure de la Chambre des représentants des États-Unis,
En janvier 2023, il est arrêté par le FBI pour possession et distribution de matériel pédopornographique,,,,.

## Carrière
James Gordon Meek écrit des articles politiques pour le magazine CD-ROM "Blender", qui lui a offert une accréditation auprès des galeries de la presse périodique en 1995. Rosenberg et Meek ont utilisé leur histoire avec le webzine Gridlock pour demander l'autorisation d'être assis dans la tribune de la presse périodique du Sénat, mais ont été refusés. En 1996, les deux hommes ont été "conduits à la porte" de Blender pour une "mauvaise attitude" que Meek a attribuée à un article spécifique.
Meek devenu journaliste pour le New York Daily News avec l'ami de son père, Ken Bazinet, qui couvrait la Maison Blanche,. Meek a publié plusieurs histoires enquêtant sur la mort de Dave Sharrett II,. Meek a écrit sur sa "profonde amitié" avec la famille de Caitlan Coleman et est un ami personnel du constitutionnaliste Mark Zaid,.
Meek aussi apparu comme une panéliste au Festival du Cine à 2021 lié à son travail sur une documentaire sur l'embuscade de Tongo Tongo,,.
En 2022, Meek est nommé lauréat du premier prix de la Fondation Foley,,,.

## Enquête et arrestation
Le 27 avril 2022, le domicile de Meek a été perquisitionné par le FBI, plus d'un an après que le Centre national pour les enfants disparus et exploités ait reçu un conseil de Dropbox selon lequel le compte de Meek avait mis en ligne cinq vidéos illustrant l'abus sexuel d'enfants,,,. Le FBI a saisi des appareils numériques contenant prétendument des centaines d'images de pédopornographie. Les enquêteurs ont découvert que Meek s'était engagé avec des mineurs sur les réseaux sociaux, notamment en se faisant passer pour une mineure lui-même, et avait sextoré des photos nues de mineurs,,. Le FBI allègue qu'il avait écrit sur la coopération avec une jeune femme pour porter un enfant ensemble qui voulait agresser sexuellement l'enfant avec lui.
Le 31 janvier 2023, Meek a été arrêté et accusé de pornographie juvénile, ce qui nécessite un minimum de cinq ans en prison. Le ministère de la Justice a publié Meek a écrit à une autre personne "Avez-vous déjà violé une petite fille ? C'est incroyable.", et partageant à plusieurs reprises une vidéo montrant le viol d'une petite fille,, ,.
Les allégations du FBI couvrent d'autres "détails extrêmement troublants" sur les actions de Meek, notamment l'engagement "dans des conversations sexuellement explicites où les participants ont exprimé leur enthousiasme pour l'abus sexuel d'enfants". En refusant la mise en liberté sous caution, le juge de district américain a exprimé des inquiétudes quant à l'engagement de Meek dans le " processus de toilettage ". Meek restera en prison en attendant son procès.
Bien que quatre ordinateurs portables et de nombreux autres appareils électroniques aient été saisis par le FBI, le gouvernement n'a réussi à déchiffrer le contenu d'un seul ordinateur portable et de quelques téléphones, limitant la capacité de "cette affaire" tout en laissant ouverte la possibilité de poursuites pénales car ils traité les trois autres ordinateurs portables. Meek a exprimé sa confusion quant à l'ordinateur portable sur lequel se trouvait la pornographie juvénile qu'ils étiquetaient pour le juge.
La journaliste juridique Marcy Wheeler a fait référence au fait que Meek avait précédemment offert un commentaire selon lequel "parfois nous tombons amoureux de nos sources", notant que la réponse juridique de Meek, son avocat et ABC News suggéraient tous quelque chose. étrange se préparait. Wheeler a attiré l'attention sur la référence du Rolling Stone à Brian Epstein, l'un des principaux collègues de Meek chez ABC News, qui avait également démissionné brusquement des mois plus tôt d'une manière évoquant des problèmes juridiques sans rapport avec leur travail de journaliste,.
En juillet 2023, Meek plaide coupable devant une cour fédérale.